# Adam Schriemer
Adam Schriemer est un joueur canadien de volley-ball né le 17 août 1995 à Winnipeg, Manitoba. Il joue au poste de passeur.

## Palmarès

### Équipe nationale
Championnat d'Amérique du Nord de masculin des moins de 21 ans:
- 2014